# Пейзаж с гиббонами
«Пейзаж с гиббонами» (яп. 猿猴捉月図屏風) — роспись по шестистворчатой ширме японского художника и дзэн-буддийского монаха Сэссона Сюкэя, созданная примерно в 1570 году. Работа выполнена тушью на бумаге. С 1992 года произведение находится в собрании Метрополитен-музея в Нью-Йорке.
На ширме изображено несколько гиббонов на фоне горного пейзажа и луны. Гиббоны обитали в горах на юге Китая и не водились в Японии. О них в Японии стало известно исключительно из китайской поэзии и живописи. Тем не менее, в Японии образ гиббона стал отчасти популярнее, чем в Китае или Корее. Гиббоны весьма часто изображались не только в классических формах японской живописи, но и в произведениях лакового искусства, на предметах пользования (хранилищах для каллиграфических инструментов (судзури-бако), коробочек с лекарствами (инро), сигаретами, косметикой, а также тарелках, чашках, чайниках, гардах, эфесах и ручках разных видов оружия). 
В живописи особую известность приобрели произведения с обезьянами буддийского монаха и представителя чаньской живописи Му Ци. Му Ци поддерживал контакты с японскими монахами, жившими в столице Южной Сун, поэтому подавляющее большинство работ Му Ци в скором времени оказалось в буддийских монастырях Японии. Росписи тушью на ширмах в стиле Му Ци стали популярны в Японии в XV веке. Как и на абсолютном большинстве произведений японских художников, Сэссон Сюкэй изображает гиббонов с тёмной шерстью на теле и светлой шерстью на голове (гиббоны со светлой шерстью появились лишь на нескольких произведениях японских художников); как и на большинстве японских картин, у гиббонов большая голова, покрытая густой шерстью, и весьма небольшая морда относительно размера всей головы.
В литературе Китая того времени гиббон часто изображался как символ одиночества, в даосском фольклоре он считался обладателем колоссальной энергии (ци). На росписи Сэссона Сюкэя гиббоны тянутся к отражению луны в воде и олицетворяют собой поиск и стремление к просветлению, но их путь оказывается ложным. Наиболее близким к просветлению, возможно, оказывается одинокий, будто бы медитирующий гиббон, поскольку он ищет его внутри себя, а не снаружи. Гиббон, тянущийся к луне или её отражению, стал одним из популярных сюжетов в искусстве Японии того времени. Часто он символизировал человеческую глупость, бессмысленные желания. Будучи дзэн-буддийским монахом, Сэссон Сюкэй отразил в этой, как и во многих других своих работах, философские и религиозные мотивы.